# Hipolit Młodecki
Hipolit Młodecki herbu Półkozic – rotmistrz królewski.

## Życiorys
Daty życia nieznane. Pochodził z niezamożnej rodziny szlacheckiej Młodeckich herbu Półkozic, wywodzącej się z Młodocina w powiecie radomskim w województwie sandomierskim. Z zawodu żołnierz, służył w obronie potocznej. W 1519 został rotmistrzem królewskim, na podstawie listu przypowiedniego zorganizował chorągiew jazdy potocznej, na której czele pozostawał do 1538. Wziął udział w wojnie polsko–krzyżackiej (1519-1521). W 1521 otrzymał list, na dostarczenie koni kawaleryjskich. W 1531 w czasie wyprawy hetmana Jana Tarnowskiego na Pokucie, przeciw hospodarowi mołdawskiemu Rareszowi, poprowadził 97-konną chorągiew jazdy, w jego poczcie rotmistrzowskim było 13 jeźdźców. W bitwie pod Obertynem chorągiew Młodeckiego wchodziła w skład hufca posiłkowego.
Ostatni raz wzmiankowany w 1538.